# Auguste Mauler
 (février 2022).
Auguste Mauler, né à Wangen en Alsace le 18 octobre 1841 et mort à Paris le 20 aout 1908, est l'inventeur d'une machine permettant aux aveugles d’écrire.

## Biographie
Il apprit serrurier, comme son père, à Wangen, il fut contremaitre de filature à Wasselonne, où il habita avec son épouse Caroline et ses enfants Auguste et Émilie nés en 1870 et 1874. 
Il fut également horloger à la cathédrale de Strasbourg
Après la guerre de 1870, en 1886, il s’établit comme chez-mécanicien puis comme ingénieur-mécanicien à Poissy près de Paris.
De 1886 à 1888 il invente une machine à écrire et imprimer spéciale à l'usage des aveugles et de leur famille

## La machine

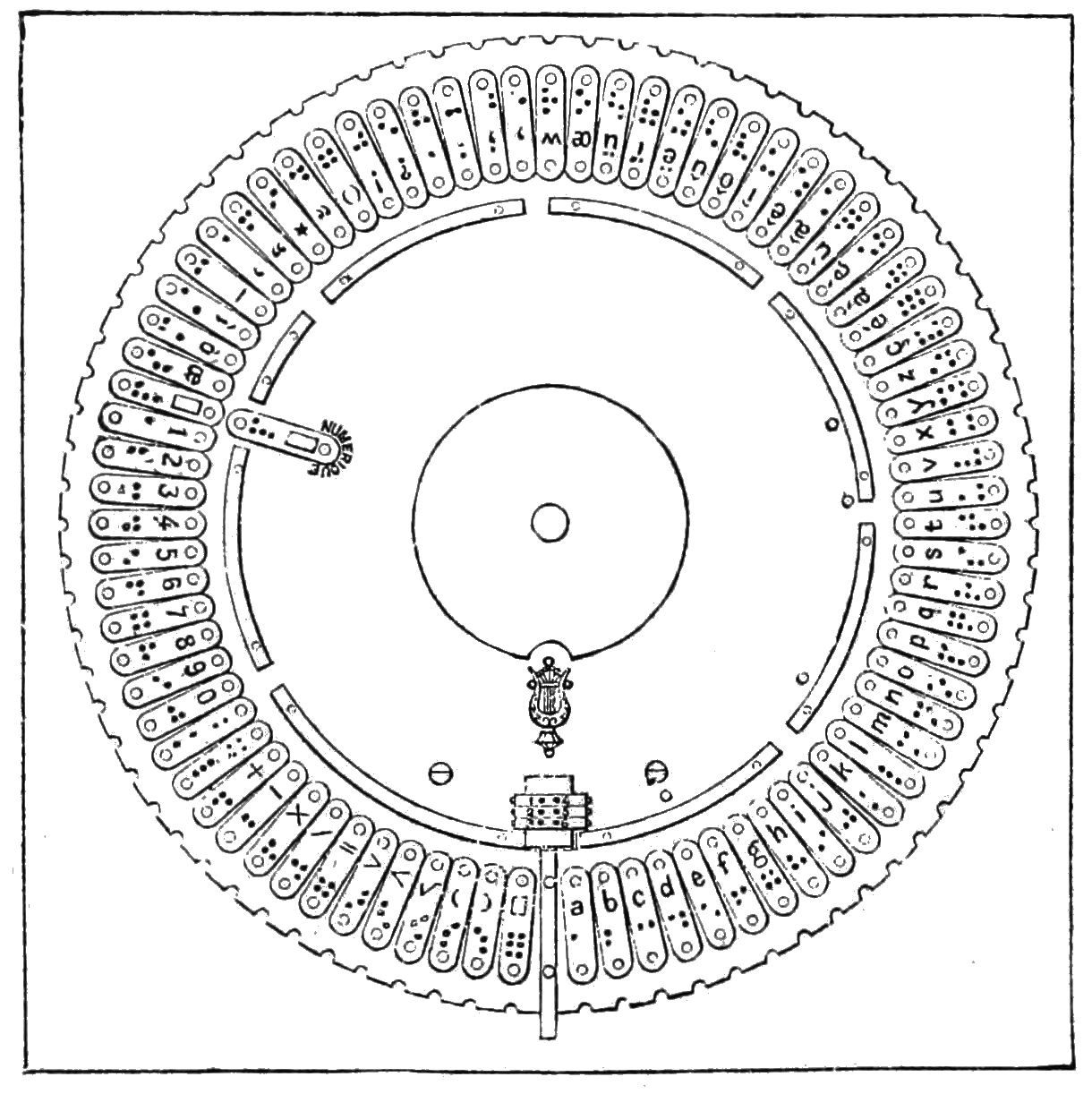
Disque de la machine Mauler

Le point capital de son invention résidait dans le fait qu’elle permettait à un aveugle ne connaissant que les lettres de la méthode Braille, de les transformer en lettres lisibles par les voyants.
La machine Mauler permettait aussi aux personnes voyantes ne sachant pas l’alphabet Braille, d’écrire à un non-voyant en signes Braille.
La machine Mauler se présentait comme un disque circulaire horizontal qui tourne autour d’un axe. Elle sera perfectionnée par la suite.
Il a déposé un brevet sous le numéro 175.959